# WK-League 2009
Die WK-League 2009 war die erste Spielzeit der südkoreanischen Fußballliga der Frauen unter diesem Namen.  Die reguläre Saison begann am 20. April 2009 und endete am 16. November 2009 mit dem Finale. Den ersten Titel gewann Goyang Daekyo Kangaroos WFC.

## Teilnehmer und ihre Spielorte
Während dieser Saison wurde in diesen Stadien die Spiele ausgetragen.
| Stadt  | Heimstadion    | Kapazität |
| ------ | -------------- | --------- |
| Gunsan | Gunsan-Stadion | 13.000    |
| Yeoju  | Yeoju-Stadion  | 21.600    |
| Suwon  | Suwon-Stadion  | 11.808    |

## Tabelle
| Pl. | Verein                           | Sp. | S  | U | N  | Tore    | Diff. | Punkte |
| --- | -------------------------------- | --- | -- | - | -- | ------- | ----- | ------ |
| 1.  | Goyang Daekyo Kangaroos WFC      | 20  | 15 | 3 | 2  | 038:130 | +25   | 48     |
| 2.  | Incheon Hyundai Steel Red Angels | 20  | 9  | 8 | 3  | 025:700 | +18   | 35     |
| 3.  | Seoul Amazones                   | 20  | 8  | 5 | 7  | 027:250 | +2    | 29     |
| 4.  | Chungnam Ilhwa Chunma WFC        | 20  | 3  | 9 | 8  | 018:240 | −6    | 18     |
| 5.  | Busan Sangmu WFC                 | 20  | 4  | 6 | 10 | 021:390 | −18   | 18     |
| 6.  | Suwon FMC WFC                    | 20  | 4  | 3 | 13 | 015:360 | −21   | 15     |

## Meisterschaftsturnier
Im Meisterschaftsturnier spielten im Finale der Erstplatzierte gegen den Zweitplatzierten. Der Gewinner der beiden Spiele wurde WK-League 2009 Meister. Die Auswärtstorregelung galt hier nicht. 
|                             | Gesamt |                                  | Hinspiel | Rückspiel |
| --------------------------- | ------ | -------------------------------- | -------- | --------- |
| Goyang Daekyo Kangaroos WFC | 2:0    | Incheon Hyundai Steel Red Angels | 1:0      | 1:0       |